# Politikåret 2010

## Händelser
- 1 januari
  - Spanien tar över som EU:s ordförandeland efter Sverige.
  - Finlands indelning i län avskaffas.[1]
  - I Sverige träder Försäkringskassans nya tuffare regler i kraft. Många "utförsäkras". Stora protester både före och efter årsskiftet
- 2 februari – Birgitta Ohlsson utses till Sveriges nya EU-minister efter Cecilia Malmström.
- 3 februari – Sveriges riksdag beslutar att avskaffa preskriptionstiden för ytterst allvarliga brott.
- 18 februari – Nigers president Mamadou Tandja störtas i en militärkupp.
- 11 mars – Sveriges riksdag beslutar att Sveriges hållning är att Turkiet i krigshändelser 1915 gjort sig skyldigt till folkmord på den armeniska folkgruppen.
- 7 april – Kirgizistans sittande regering störtas av oppositionsanhängare i en blodig revolt där minst 76 människor dödas.
- 10 april – Polens president Lech Kaczyński och 89 andra högt uppsatta politiker, regeringstjänstemän samt militärer omkommer när landets regeringsplan störtar i närheten av den ryska staden Smolensk.
- 11 maj - Storbritanniens premiärminister Gordon Brown avgår till följd av sitt partis nederlag i parlamentsvalet den 6 maj och efterträds av David Cameron. Brown meddelar också att han permanent avgår som partiledare för Labour Party.
- 22 juni - Mari Kiviniemi efterträder Matti Vanhanen som Finlands statsminister.
- 24 juni – Julia Gillard efterträder Kevin Rudd som Australiens premiärminister och blir därmed den första kvinnan på posten.[2][3][4]
- 1 juli - Efter beslut i Sveriges riksdag den 16 juni 2009 avskaffas den svenska allmänna värnplikten,[5] som har funnits sedan 1901, i fredstid och ersättas med en frivillig grundläggande soldatutbildning.[6]
- 7 juli - Sveriges arbetsmarknadsminister Sven-Otto Littorin avgår av privata skäl. Han ersätts tills vidare av migrationsminister Tobias Billström.
- 4 oktober – I Sveriges riksdag hålls upprop av de 349 ledamöterna och val av talman. Per Westerberg (M) får fortsätta som talman en mandatperiod till efter att ha fått 194 röster mot 153 röster för de rödgrönas förslag Kent Härstedt (S). Susanne Eberstein (S) väljs till förste vice talman och i valet till andre vice talman segrar Ulf Holm (MP) mot Sverigedemokraternas Mikael Jansson efter rösträkning.
- 5 oktober – Vid riksmötets öppnande förklarar kung Carl XVI Gustaf riksmötet 2010/11 öppnat och statsminister Fredrik Reinfeldt (M) läser upp regeringsförklaringen.
- 24 november – Sveriges riksdag röstar igenom en av de mest omfattande ändringarna av den svenska grundlagen sedan 1974.
- 29 november–10 december – Förenta nationernas klimatkonferens 2010 i Cancún, Mexiko.

## Val och folkomröstningar
- 19 januari – Scott Brown besegrar demokraten Martha Coakley i fyllnadsvalet till USA:s senat i delstaten Massachusetts. Demokraterna hade före valet kvalificerad majoritet i senaten. Det förhållandet ändras i och med valet av Brown då republikanerna får 41 senatorer.[7]
- 25 april – Heinz Fischer blir omvald som Österrikes förbundspresident för en andra mandatperiod på sex år.[8]
- 10 maj - Val i Filippinerna.[9]
- 19 september – Val till riksdag, landsting och kommuner hålls i Sverige.[10] förtidsröstning med start 1 september.
- 9 juni – Parlamentsval hålls i Nederländerna.[11]
- 13 juni – Val till Belgiens federala parlament hålls, efter att parlamentet upplöstes den 6 maj 2010.
- 21 augusti - Australian Labor Party, under Julia Gillards ledning, besegrar Australian Liberal Party med oppositionsledaren vid Tony Abbott i federala valet i Australien. Före valet hade Australien ett så kallat "hängt parlament" för första gången sedan federala valet.[12][13][14]
- 4 juli - Bronisław Komorowski väljs till Polens president.[15]
- 3 oktober – Brasilien går till val.[16]
- 2 november — USA går till kongressval.[17]

## Organisationshändelser
- 16 januari – Landsbygdsdemokraterna bildas i Sverige.
- 21 november – Demokratiska alliansen bildas i Grekland.
- Okänt datum – Arbetarpartiet bildas i Sverige.

## Avlidna
- 8 januari – Tony Halme, 47, finländsk politiker, fribrottare och boxare.
- 25 januari –
  - Ali Hassan al-Majid, 68, (även känd som Kemiske Ali), irakisk politiker (avrättad).
  - Charles Mathias, 87, amerikansk republikansk politiker.
- 1 februari - Steingrímur Hermannsson, 81, isländsk politiker, statsminister 1983-1987 och 1988-1991.
- 5 februari -Cecil Heftel, 85, amerikansk demokratisk politiker.
- 7 februari - André Kolingba, 73, centralafrikansk politiker, före detta president.
- 8 februari – John Murtha, 77, amerikansk demokratisk politiker.
- 10 februari - Bo Holmberg, 67, svensk socialdemokratisk politiker, make till Anna Lindh.
- 20 februari – Alexander Haig, 85, amerikansk politiker och general, utrikesminister 1981-1982.
- 24 februari – Pekka Tarjanne, 72, finländsk politiker, trafikminister 1972–1975.
- 2 mars – Erik Huss, 96, svensk före detta politiker och landshövding.
- 2 mars – Winston Spencer-Churchill, 69, brittisk konservativ politiker, sonson till Winston Churchill.
- 3 mars – Michael Foot, 96, brittisk labourpolitiker, partiledare 1980–1983.
- 9 mars – Granny D, 100, amerikansk politiker och aktivist.
- 6 mars – Björn von der Esch, 80, svensk politiker, riksdagsman 1991-1994 samt 1998-2006, svensk ekonomie doktor, förste hovmarskalk, sjöofficer och jordbrukare.
- 20 mars – Stewart Udall, 90, amerikansk demokratisk politiker, inrikesminister 1961-1969.
- 30 mars – Alexander Chrisopoulos, 70, svensk vänsterpartistisk riksdagspolitiker.
- 3 april – Eugène Terre'Blanche, 69, sydafrikansk politiker, grundare av Afrikaner Weerstandsbeweging (mördad).
- 8 april – Abel Muzorewa, 84, zimbabwisk biskop och politiker, premiärminister juni-december 1979.
- 10 april
  - Lech Kaczyński, 60, polsk politiker, president 2005–2010.
  - Maria Kaczyńska, 67, polsk presidenthustru.
  - Ryszard Kaczorowski, 90, polsk politiker, siste polske presidenten i exil 1989–1990.
- 24 april - W. Willard Wirtz, 98, amerikansk arbetsmarknadsminister 1962–1969, och siste överlevande medlemmen av Kennedy-administrationen
- 5 maj – Umaru Yar'Adua, 58, nigeriansk politiker, Nigerias president 2007-2010.
- 16 maj - Oswaldo López Arellano, 88, Honduras Fd president.
- 17 augusti - Francesco Cossiga, 82, italiensk politiker, Italiens president 1985-1992.

### Fotnoter
1. ↑  Svenska YLE Nyheter: "Finlands alla län ska slopas"
2. ↑  http://www.abc.net.au/news/stories/2010/06/24/2935500.htm
3. ↑  Norman, Matthew (25 juni 2010). ”Julia Gillard: A woman Prime Minister of Australia? Now that's news”. The Daily Telegraph. London. http://www.telegraph.co.uk/news/worldnews/australiaandthepacific/australia/7854913/Julia-Gillard-A-woman-Prime-Minister-of-Australia-Now-thats-news.html.
4. ↑  ”Obama congratulates first female Australian prime minister”. CNN. 24 juni 2010. http://edition.cnn.com/2010/WORLD/asiapcf/06/24/australia.prime.minister/index.html?iref=allsearch.
5. ↑  Sveriges Television 16 juni 2009 – Värnplikten avskaffas Arkiverad 7 oktober 2012 hämtat från the Wayback Machine.
6. ↑  Sveriges Television 16 juni 2009 – Allmänna värnplikten skrotas Arkiverad 26 april 2011 hämtat från the Wayback Machine.
7. ↑  BBC NEWS: "Massachusetts Senate poll loss threatens Obama agenda"
8. ↑  ”April 2010” (på engelska). Rulers. http://www.rulers.org/2010-04.html. Läst 9 november 2012.
9. ↑  ”May 2010” (på engelska). Rulers. http://www.rulers.org/2010-05.html. Läst 9 november 2012.
10. ↑  ”September 2010” (på engelska). Rulers. http://www.rulers.org/2010-09.html. Läst 7 november 2012.
11. ↑  ”June 2010” (på engelska). Rulers. Arkiverad från originalet den 22 juni 2010. https://web.archive.org/web/20100622021258/http://rulers.org/2010-06.html. Läst 9 november 2012.
12. ↑  "Voters leave Australia hanging" ABC News, 21 augusti 2010
13. ↑  "Australia count begins after tight election race", BBC News, 21 augusti 2010
14. ↑  ”Australia heads for hung parliament”. BBC News. British Broadcasting Corporation. 21 augusti 2010. http://www.bbc.co.uk/news/world-asia-pacific-11048968. Läst 21 augusti 2010.
15. ↑  ”July 2010” (på engelska). Rulers. http://www.rulers.org/2010-07.html. Läst 9 november 2012.
16. ↑  ”October 2010” (på engelska). Rulers. http://www.rulers.org/2010-10.html. Läst 9 november 2012.
17. ↑  ”November 2010” (på engelska). Rulers. http://www.rulers.org/2010-10.html. Läst 9 november 2012.